# 出水市立荘中学校
出水市立荘中学校（いずみしりつ しょうちゅうがっこう）は、鹿児島県出水市荘にあった市立中学校。
校区に出水ツル渡来地の拠点（ツル展望所）があり、生徒による鶴の観察活動は半世紀以上の伝統がある。

## 沿革
- 1947年（昭和22年） - 米ノ津町立米ノ津中学校荘分校として設立。
- 1957年（昭和33年） - 出水市立荘中学校と改称。
- 2001年（平成13年） - 創立50周年記念式典。
- 2017年（平成29年） - 出水市立荘小学校と統合し義務教育学校出水市立鶴荘学園となる。

## アクセス
- 出水市役所から約10キロ西方、国道3号線沿いに位置。荘小学校に隣接する。